# Guido Burgstaller
Guido Burgstaller, född 29 april 1989, är en österrikisk fotbollsspelare som spelar för Rapid Wien.

## Karriär
Den 12 januari 2017 värvades Burgstaller av Schalke 04, där han skrev på ett 3,5-årskontrakt. Burgstaller debuterade i Bundesliga den 21 januari 2017 i en 1–0-vinst över FC Ingolstadt, där han byttes in i halvlek mot Johannes Geis.
Den 30 september 2020 värvades Burgstaller av St. Pauli, där han skrev på ett treårskontrakt. I juni 2022 återvände Burgstaller till Rapid Wien, där han skrev på ett tvåårskontrakt. I februari 2024 förlängde Burgstaller sitt kontrakt i klubben fram till sommaren 2025.